# Giovanni Servi
Giovanni Servi (vers 1795-1885) est un peintre italien  qui fut actif au XIXe siècle.

## Biographie
Giovanni Servi a réalisé des peintures à thèmes historiques, de scènes de genre, et de sujets floraux.
Divers tableaux de sa composition sont visibles au musée Museo Poldi Pezzoli à Milan.

## Principales œuvres
- Giardino (« Jardin »)
- Napoléon en partance de l'Île d'Elbe (1844),
- Le Stresiane (1852), Pio istituto pei Figli Della Provvidenza, Milan.

## Sources
- Voir liens externes.